# Jan van der Weil
Jan van der Wiel (født 31. maj 1892 i Breda, død 24. november 1962 i Haag) var en nederlandsk fægter, som deltog i tre de olympiske lege i 1920'erne.
Van der Wiel stillede ved OL 1920 i Antwerpen op i fem konkurrencer. I den individuelle fleuret-konkurrence blev han syvende og sidst i sin indledende pulje og gik derfor ikke videre i konkurrencen. I holdkonkurrencen i fleuret tabte hollænderne sine to kampe i indledende pulje og gik dermed ikke videre. I kårde vandt van der Wiel sin indledende pulje og gik videre til kvartfinalen. Her blev han imidlertid sidst i sin pulje og gik dermed ikke videre. I den individuelle sabelkonkurrence vandt han ligeledes sin individuelle pulje, og i semifinalen blev han nummer tre, hvilket var nok til at komme i finalen. Her vandt han seks af sine elleve opgør, hvilket gav ham en samlet femteplads. Endelig stillede han op i holdkonkurrrencen i sabel, hvor alle mødte alle, og hollænderne vandt fem af deres syv kampe, hvilket var nok til en tredjeplads og bronzemedaljer.
Ved legene i 1924 i Paris stillede van der Wiel kun op i sabel. Her blev han nummer fem i indledende pulje i den individuelle konkurrence, hvilket ikke var nok til videre deltagelse. I holdkonkurrencen vandt hollænderne alle kampe i indledende pulje, vandt den ene kamp i kvartfinalen, hvorpå sejr over franskmændene i semifinalen bragte dem i finalen. Her blev det til nederlag til italienerne og ungarerne, mens sejren over Tjekkoslovakiet indbragte hollænderne bronzemedalje,
Van der Wiel deltog sidste gang ved OL i 1928 i Amsterdam og stillede igen op i sabel. I den individuelle konkurrence vandt han sin indledende pulje og blev nummer tre i semifinalen, hvorved han var klar til finalen. Her opnåede han kun to ud af elleve sejre og endte på en 11. plads. I holdkonkurrencen vandt hollænderne den indledende pulje, men blev blot nummer tre i semifinalen og kom dermed akkurat ikke i finalen, men sluttede på en delt femteplads.